# Tetrops praeustus

Tetrops praeustus је врста инсекта из реда тврдокрилаца (Coleoptera) и породице стрижибуба (Cerambycidae). Сврстана је у потпородицу Lamiinae.

## Распрострањеност
Врста је распрострањена на подручју Европе, Кавказа, Мале Азије и југозападне Африке. У Србији је релативно честа врста, у већем броју се може срести у воћњацима.

## Опис
Елитрони су жутосмеђе боје са црним врхом, ређе се срећу једнобојни, црвеносмеђи или црни примерци. Предње ноге су жуте, остале смеђе или црне, глава и пронотум су такође црне боје. На пронотуму се налазе дуге и кратке длачице, за разлику од сличне врсте - Tetrops starkii Chevrolat, 1859 код које се на пронотуму налазе само дуге длаке. Дужина тела је од 3 до 6 mm.

## Биологија
Животни циклус траје од једне до две године, ларве се развијају у сувом и оштећеном дрвећу и жбуњу. Адулти су активни од априла до јула и најлакше их је наћи отресањем биљке домаћина. Као домаћини јављају се различита листопадна дрвећа (јабука, шљива, бели глог, трњина, брест, храст, итд.). 

## Синоними
- Leptura praeusta Linnaeus, 1758
- Cerambyx praeustus (Linnaeus, 1758)
- Anaetia praeusta (Linnaeus, 1758)
- Polyopsia praeusta (Linnaeus, 1758)